# Elaphria stenelea
Elaphria stenelea är en fjärilsart som beskrevs av William Schaus 1904. Elaphria stenelea ingår i släktet Elaphria och familjen nattflyn. Inga underarter finns listade i Catalogue of Life.